# ناحیه دونلی، شهرستان استیونس، مینه سوتا
ناحیه دونلی (به انگلیسی: Donnelly Township) یک منطقهٔ مسکونی در ایالات متحده آمریکا است که در شهرستان استیونز، مینه‌سوتا واقع شده‌است.
 ناحیه دونلی ۸۸٫۲ کیلومتر مربع مساحت و ۱۱۳ نفر جمعیت دارد و ۳۳۴ متر بالاتر از سطح دریا واقع شده‌است.